# Forêt d'Aulnay

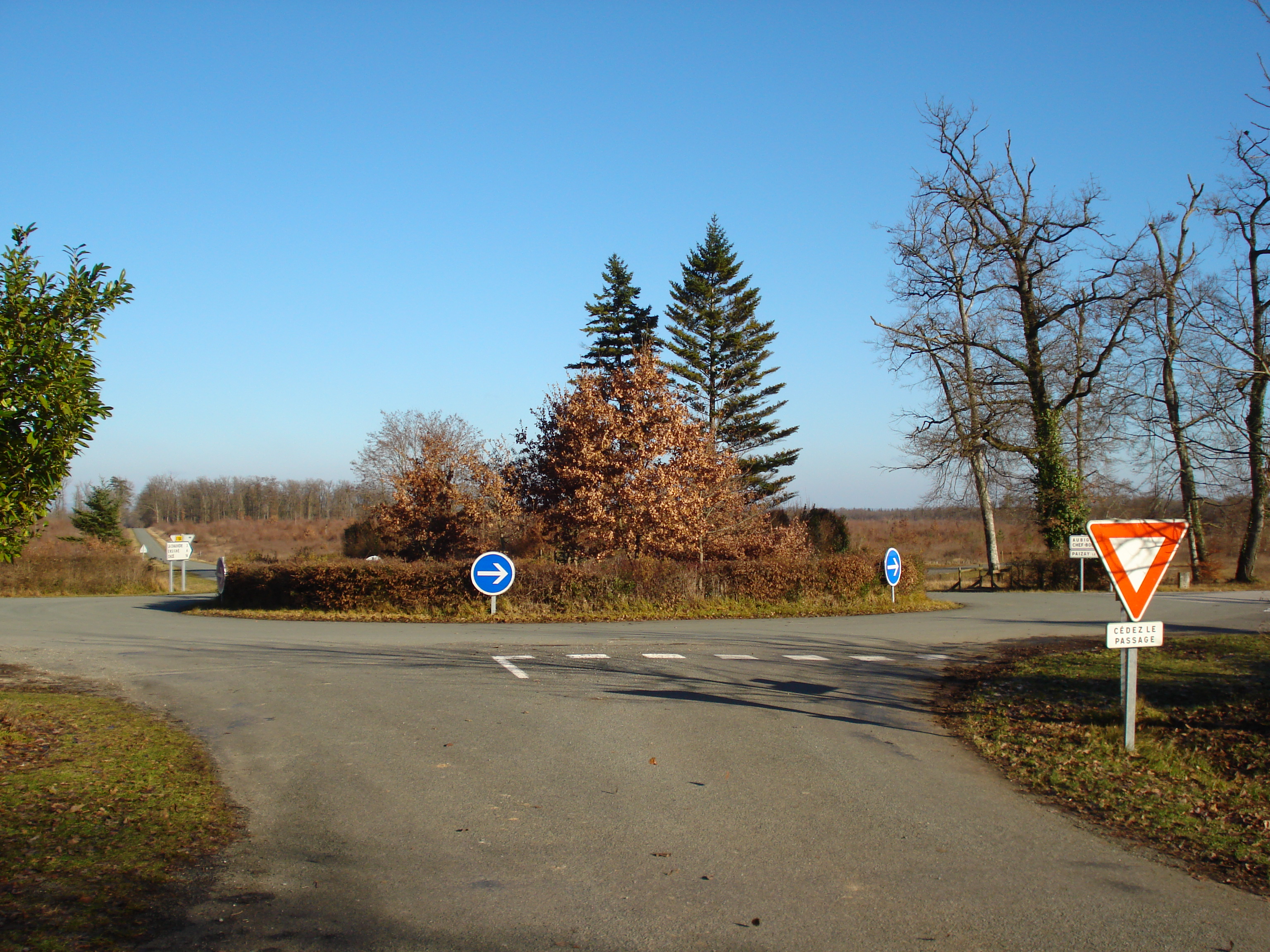
Le rond-point au cœur de la forêt d'Aulnay

La Forêt domaniale d'Aulnay, qui s'étend sur la limite de deux départements, les Deux-Sèvres et la Charente-Maritime, est avant tout une forêt de feuillus, issue de l'antique sylve d'Argenson. Il s’agit donc du vestige d'une très ancienne forêt, qui s’étend aujourd'hui sur environ 2 870 hectares, dont 947 hectares sont situés en Charente-Maritime.
L'originalité de cette forêt domaniale réside dans l'importance de sa hêtraie qui en était l'une des plus remarquables de la région, avant que la terrible tempête Martin, de l'hiver 1999, ne vienne la dévaster dans sa presque totalité.
Ce massif est depuis en complète reconstruction et fait partie des sites Natura 2000 de la Charente-Maritime.

## Situation géographique

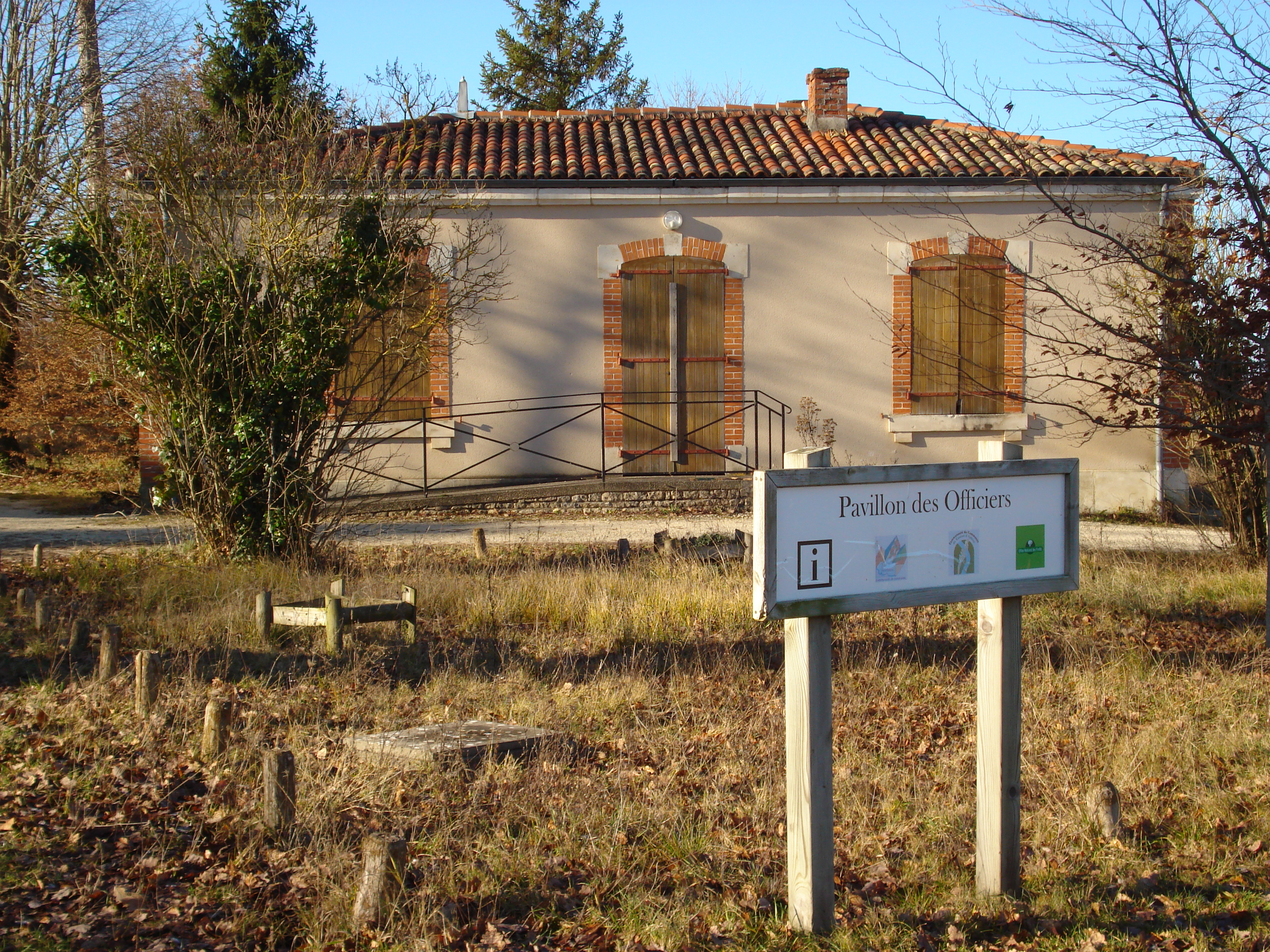
Le pavillon des officiers du rond-point

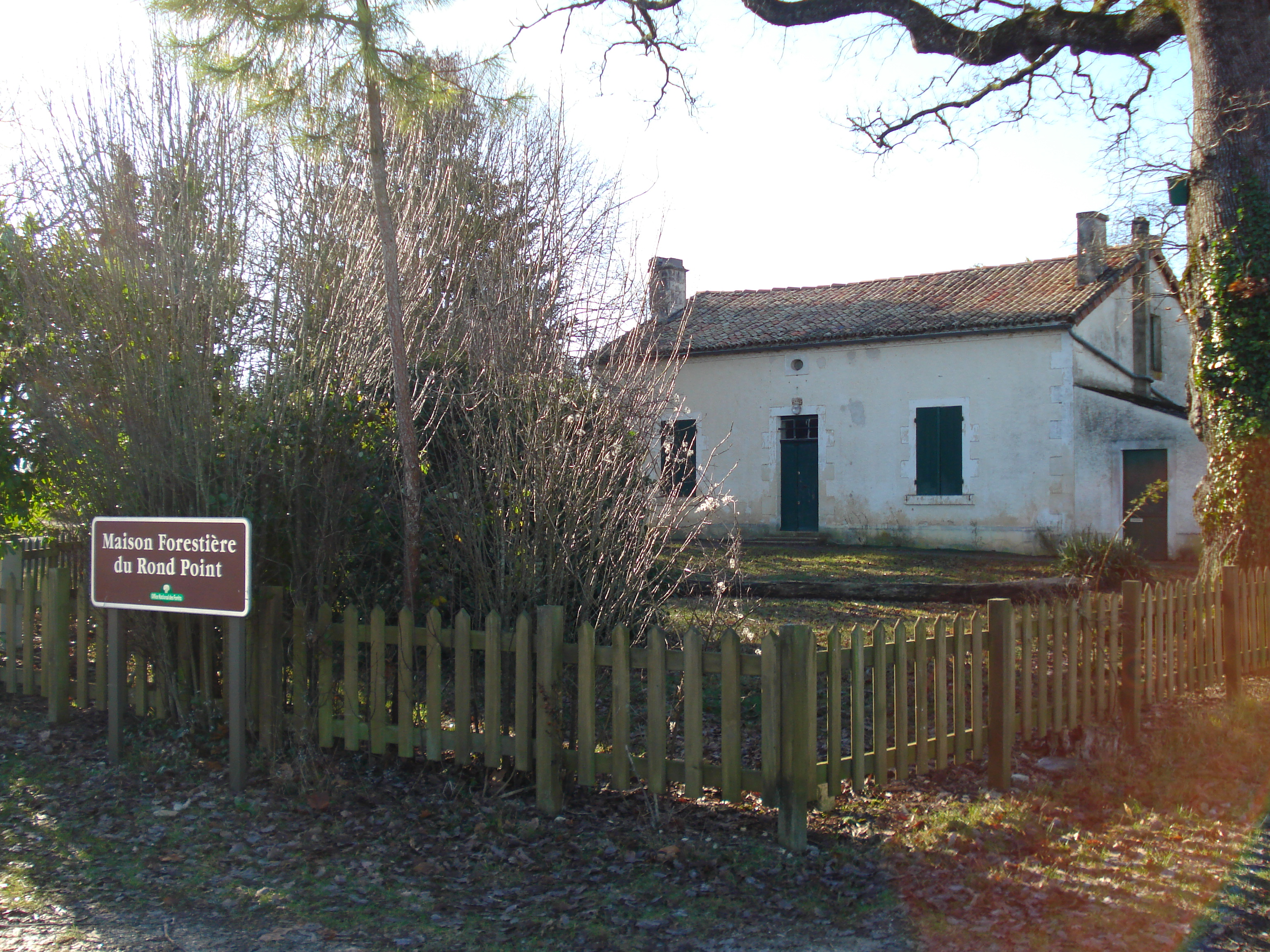
La maison forestière du rond-point

La forêt domaniale d'Aulnay est située sur le canton d'Aulnay au Nord-Est du département de la Charente-Maritime, correspondant à la partie centrale de l'Anticlinal d'Argenson. Ce dernier constitue un secteur géographique particulier où se situent les points les culminants du département ainsi que les villages les plus élevés, comme Vinax, Saleignes, Contré. Le massif boisé d'Aulnay se situe donc sur un plateau assez élevé, dont les altitudes moyennes sont en général supérieures à 120 mètres et dont les sols calcaires et argileux conviennent particulièrement bien aux feuillus qui composent l'essentiel de cette forêt.
La forêt domaniale d'Aulnay est séparée de celle de Chizé, qui se trouve au nord-ouest, par la Route Départementale 950 ; cette route correspond à l'ancien trajet de la Route nationale 150 et reprend en grande partie l'antique voie gallo-romaine de Mediolanum Santonum - Lemonum, ex Via Turonensis, par laquelle transitaient au Moyen Âge les pèlerins en partance pour Saint-Jacques-de-Compostelle.
En Charente-Maritime, quatre communes sont bordées par la forêt domaniale d'Aulnay, ce sont d'est en ouest les communes de Saleignes, Vinax, Saint-Mandé-sur-Brédoire et La Villedieu.
Elle couvre une superficie totale de 2 870 hectares, comprenant la forêt d'Aulnay proprement dite qui s'étend sur environ 2 000 hectares, dont une partie dans le département voisin des Deux-Sèvres, la forêt de Chef-Boutonne (plus de 800 hectares) et la forêt d'Ensigné (plus de 100 hectares). Ces deux dernières appartiennent entièrement au département des Deux-Sèvres, mais font partie du massif forestier domanial d'Aulnay, auquel il convient d'ajouter le Bois de Chantemerlière, dont la propriété forestière est entièrement privée. Ce bois de plusieurs centaines d'hectares est entièrement situé en Charente-Maritime et s'étend sur les communes de Saleignes, Vinax et Contré. C'est dans cette dernière partie boisée que se situe le point culminant de la Charente-Maritime.
La forêt domaniale d'Aulnay s’étend dans sa plus grande longueur sur environ une vingtaine de kilomètres, du Bois d'Ensigné, au nord-ouest, jusqu’au village de Villiers-Couture, au sud-est, et dans sa grande largeur, sur plus de cinq kilomètres entre le village d'Ensigné, au nord, et le village de Vinax, au sud. Au cœur de ce massif, se trouve le « rond-point », une intersection de huit routes à cheval sur les communes d'Ensigné et de Saint-Mandé-sur-Brédoire.

## Historique
Avec la forêt domaniale de Chizé, la forêt d'Aulnay faisait partie de l'antique sylve d'Argenson qui s'étendait des rives méridionales du golfe des Pictons, englobant la forêt de Benon, jusqu'en Angoumois dans les forêts de Boixe et de la Braconne, de part et d'autre de la vallée de la Charente. Cette immense forêt servit longtemps de délimitation géographique, comme de frontière naturelle, entre les peuples celtes des Pictons, au nord, et des Santons, au sud.
L’ancienne sylve, alors composée essentiellement de hêtres et de chênes, fut entaillée dans sa partie centrale à l'époque de l'occupation romaine, dès le Ier siècle de l'ère chrétienne, pour relier les capitales régionales qui étaient alors Mediolanum Santonum, actuelle ville de Saintes, à Lemonum, actuelle ville de Poitiers. La forêt était beaucoup plus vaste qu'elle ne l'est aujourd'hui et dut nécessiter l'implantation de forts romains pour assurer la sécurité de la contrée. Ces derniers étaient chargés de veiller sur la nouvelle route d'intérêt stratégique et militaire afin aussi de permettre le déplacement rapide des légions romaines en cas de menace ou de rébellion des populations nouvellement soumises. Ainsi s'explique la création d'Aulnay-de-Saintonge, l'antique Aunedonnacum, alors siège d'une garnison militaire, puis après son démantèlement vers le milieu du Ier siècle, important vicus et carrefour routier dont l'activité se perpétua au Moyen Age. C'est de ce bourg, que provient le nom de la forêt actuelle qui, alors, se nommait la forêt d'Aunay.
La sylve d'Argenson fut considérablement défrichée à la fin du Moyen Âge. Déjà, à cette époque, les forêts de Chizé et d'Aulnay ne se touchaient plus. Dans les vastes clairières gagnées sur l’antique forêt, des villages, des hameaux et des fermes furent édifiés pour les cultures et la vigne. La plupart des villages sont nés pendant la période des grands défrichements médiévaux, attestée par la création concomitante des églises romanes entre les XIe et XIIe siècles dans leur grande majorité.
Au début du XVIe siècle, la "forêt d'Aunay" passa aux mains de la Vicomté d'Aulnay, alors en terre poitevine, et fut réunie au domaine royal en 1531.
Cette forêt royale connut une forte dégradation pendant le XVIIe siècle, où les chênes et les hêtres, particulièrement recherchés furent sans discernement systématiquement exploités soit pour les besoins militaires et industriels (arsenal militaire de Rochefort), soit pour la viticulture (pour alimenter notamment les "brûleries" d'eaux de vie de cognac), soit encore pour le bois de chauffage.
La "Forêt d'Aunay" appartient à l'État en 1789 et devint la "Forêt domaniale d'Aulnay" à partir de l'an VI de la République. Bien que la commune d'Aulnay-de-Saintonge ait donné son nom à cette forêt, aucune fraction du domaine boisé n'est présent aujourd'hui dans la commune éponyme. Ce nom ferait référence au Vicomté d'Aulnay, ce qui est un paradoxe dans cette période révolutionnaire.
Dans le courant du XIXe siècle, des fours à chaux et des tuileries furent implantés dans les villages situés aux abords immédiats de la forêt d'Aulnay, notamment à Saleignes et à Villiers-Couture, ainsi que dans ce dernier village des carrières d'extraction de calcaires et de marnes argileuses. Ces diverses industries empiétèrent sur le domaine boisé et contribuèrent à y créer de nouveaux défrichements.
Durant l'hiver 1932-33, qui correspondit à un hiver particulièrement rigoureux, le dernier loup à avoir été observé en Charente-Maritime a été repéré dans la commune de Vinax, aux abords immédiats de la forêt d'Aulnay.
Après le passage de la tempête Martin, qui eut lieu dans la nuit du 27 au 28 décembre 1999, la forêt domaniale d'Aulnay a subi une très grave dévastation, où "tous les peuplements les plus anciens ainsi que les jeunes futaies de hêtres de 20 à 25 cm de diamètre ont été abattus. Ce qui signifie qu'il ne devrait plus y avoir ou très peu de hêtre exploité à Aulnay pendant 50 ans. Le chêne a également été très touché".

## Les différents peuplements de la forêt domaniale d'Aulnay
Tout d’abord, cette forêt relève du régime de l'Administration forestière, c’est-à-dire qu’elle est gérée directement par l’ONF. Ceci a favorisé son classement en ZNIEFF (Zone naturelle d'intérêt écologique, faunistique et floristique).
De plus, la forêt domaniale d'Aulnay a pu obtenir le classement du Hêtre d'Aulnay comme espèce remarquable à la suite de la directive européenne Natura 2000. En effet, le hêtre d'Aulnay « constitue non seulement une relique de la sylve primitive mais encore un élément déterminant du milieu biologique du sud de la forêt ».
S'étendant sur des sols calcaires superficiels, donc peu profonds, la forêt d'Aulnay se caractérise majoritairement par un peuplement de feuillus, à plus de 92 % et 8 % seulement sont composés de résineux, dont l'implantation est relativement récente.
Parmi les peuplements de feuillus, les chênes représentent largement les deux tiers des essences présentes dans la forêt d'Aulnay.
- Parmi ceux-ci, se trouvent les chênes nobles, occupant de préférence les sols profonds, il s'agit des chênes pédonculés. Les chênes rouvres (Quercus petraea) et les chênes pubescents (Quercus pubescens) se sont facilement accommodés des sols superficiels. Ce sont des arbres qui aiment les sols calcaires.
- Mais l'arbre remarquable de cette forêt demeure sans conteste le hêtre. Avant la tempête dévastatrice de l'hiver 1999, les hêtraies représentaient 37 % des peuplements de la forêt domaniale d'Aulnay, soit 1 070 hectares. Ils étaient associés assez souvent aux charmes, notamment dans les parties les plus fraîches.
- Les autres feuillus notables qui constituent la forêt d'Aulnay sont les érables de Montpellier, le merisier, l'alisier torminal, le frêne et quelques cormiers.
- L'orme champêtre, qui fut préservé en forêt d'Aulnay de la graphiose de l'orme, a totalement disparu depuis le passage de l'ouragan dans la nuit du 27 au 28 décembre 1999.

Pour permettre la régénération de la forêt d'Aulnay, des plants de résineux ont été introduits. Les succès sont variables d'une espèce à l'autre. 
- Les pins noirs d'Autriche ont laissé la place aux pins laricio de Corse, à la suite d'un dépérissement inexorable.
- Les pins maritimes qui avaient également fait l'objet de plantations au XIXe siècle sont aussi remplacés par le pin laricio de Corse.
- Les pins sylvestres, plus habitués pourtant au relief de montagne, se sont acclimatés dans la forêt d'Aulnay, mais leur peuplement tend à être délaissé.
- Le Douglas, arbre originaire d'Amérique du Nord, a été introduit en 1950 et s'est bien adapté aux sols calcaires. À la même époque, des mélèzes y ont été plantés.

## Pour approfondir
Bibliographie (ouvrage de référence)
- Jean Louis Neveu (Ouvrage collectif sous la direction de), Forêts charentaises, Le Croît vif, 2001, 510 pages.